# Джаффрі (переписна місцевість, Нью-Гемпшир)
Джаффрі (англ. Jaffrey) — переписна місцевість (CDP) в США, в окрузі Чешир штату Нью-Гемпшир. Населення — 3058 осіб (2020).

## Географія
Джаффрі розташоване за координатами 42°48′41″ пн. ш. 72°1′24″ зх. д. / 42.81139° пн. ш. 72.02333° зх. д. (42.811352, -72.023441).  За даними Бюро перепису населення США в 2010 році переписна місцевість мала площу 6,82 км², з яких 6,57 км² — суходіл та 0,25 км² — водойми. В 2017 році площа становила 7,62 км², з яких 7,31 км² — суходіл та 0,31 км² — водойми.

## Демографія
Згідно з переписом 2010 року, у переписній місцевості мешкало 2757 осіб у 1224 домогосподарствах у складі 704 родин. Густота населення становила 404 особи/км².  Було 1329 помешкань (195/км²).
Расовий склад населення:
| - 95,9 % — білих - 0,9 % — азіатів - 0,7 % — чорних або афроамериканців - 0,2 % — корінних американців |

До двох чи більше рас належало 2,0 %. Частка іспаномовних становила 2,0 % від усіх жителів.
За віковим діапазоном населення розподілялося таким чином: 23,8 % — особи молодші 18 років, 63,1 % — особи у віці 18—64 років, 13,1 % — особи у віці 65 років та старші. Медіана віку мешканця становила 39,3 року. На 100 осіб жіночої статі у переписній місцевості припадало 90,9 чоловіків;  на 100 жінок у віці від 18 років та старших — 88,5 чоловіків також старших 18 років.
Середній дохід на одне домашнє господарство  становив 52 696 доларів США (медіана — 35 360), а середній дохід на одну сім'ю — 72 501 долар (медіана — 70 196). За межею бідності перебувало 21,0 % осіб, у тому числі 32,2 % дітей у віці до 18 років та 27,2 % осіб у віці 65 років та старших.
Цивільне працевлаштоване населення становило 1243 особи. Основні галузі зайнятості: роздрібна торгівля — 25,7 %, будівництво — 14,2 %, виробництво — 13,5 %.